# Глушков, Пётр Васильевич
Пётр Васильевич Глушков (24 сентября 1923 — 15 февраля 1994) — Герой Социалистического Труда (1961), участник Великой Отечественной войны, старший лейтенант (1975).

## Биография
Родился 24 сентября 1923 года в городе Екатеринбург. Русский. С 1934 года жил в посёлке Медный Рудник (ныне город Верхняя Пышма Свердловской области). В 1939 году окончил 6 классов школы.
В 1939—1942 годах работал учеником строгальщика и строгальщиком-фрезеровщиком ремонтно-механического цеха Пышминского медеэлектролитного завода в посёлке Медный Завод.
В армии с июня 1942 года. Служил в 9-м отдельном батальоне химзащиты (в Уральском военном округе).
Участник Великой Отечественной войны: в январе-июле 1943 — командир отделения 823-го стрелкового полка (Южный фронт). Участвовал в Ростовской операции и боях на реке Северский Донец. 17 июля 1943 года был ранен и до августа 1943 года находился на излечении в госпитале в станице Тацинская (Ростовская область).
В августе 1943 — командир отделения 683-го стрелкового полка (Южный фронт). Участвовал в Донбасской операции. 30 августа 1943 года был ранен и до ноября 1943 года находился на излечении в госпитале в городе Ессентуки (Ставропольский край).
С ноября 1943 — командир отделения 323-го гвардейского стрелкового полка. Воевал на Северо-Кавказском фронте (ноябрь 1943) и в составе Отдельной Приморской армии (ноябрь 1943 — январь 1944). Участвовал в Керченско-Эльтигенской операции. 16 января 1944 года был ранен (третий раз за войну) и до февраля 1944 года находился в медсанбате.
В феврале-мае 1944 — командир пулемётного отделения 327-го гвардейского стрелкового полка. Воевал в составе Отдельной Приморской армии (февраль-апрель 1944) и на 4-м Украинском фронте (апрель-май 1944). Участвовал в Крымской операции.
В декабре 1944 года окончил курсы младших лейтенантов Отдельной Приморской армии. До сентября 1945 года служил командиром взвода стрелкового полка (в Отдельной Приморской армии; в Крыму).
В июле 1946 года окончил Курсы усовершенствования командного состава Таврического военного округа. Служил командиром взвода механизированного полка (в Таврическом военном округе; в Крыму). С февраля 1947 года лейтенант П. В. Глушков — в запасе.
Продолжал работать на Пышминском медеэлектролитном заводе: дежурным по электролизу (март 1947 — май 1953) и бригадиром дежурных по электролизу (май 1953 — январь 1974). Участвовал в выпуске рафинированной (очищенной) меди в листах, медного купороса, редкоземельных и драгоценных металлов.
За выдающиеся успехи, достигнутые в деле развития цветной металлургии, Указом Президиума Верховного Совета СССР от 9 июня 1961 года Глушкову Петру Васильевичу присвоено звание Героя Социалистического Труда с вручением ордена Ленина и золотой медали «Серп и Молот».
С мая 1974 года работал на комбинате «Уралэлектромедь»: слесарем электролитного цеха (1974—1977) и мастером производственного обучения (1977—1978).
Жил в городе Верхняя Пышма Свердловской области. Умер 15 февраля 1994 года. Похоронен на Верхнепышминском (Александровском) кладбище.

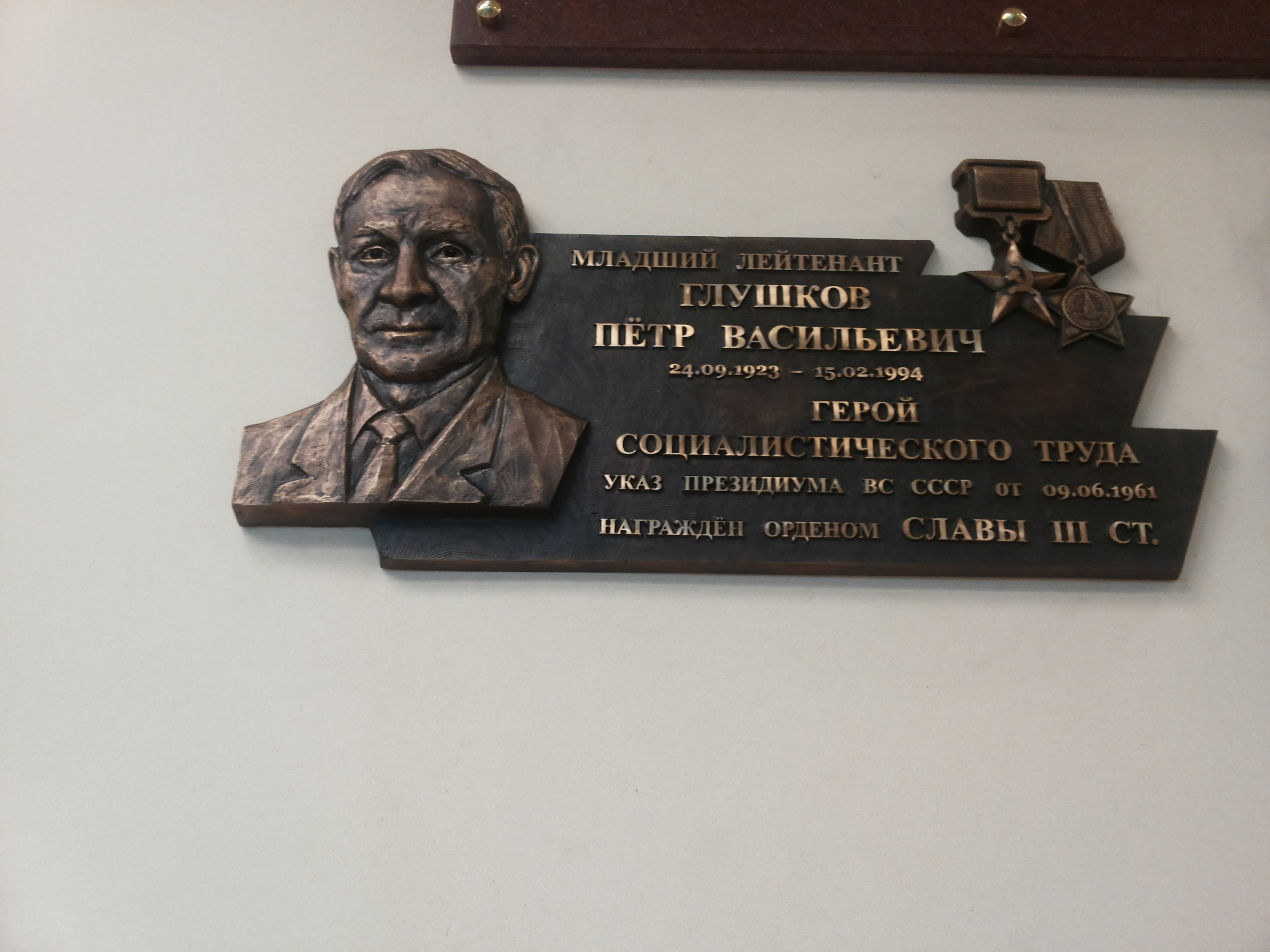
Мемориальная доска в Музее «Боевой славы Урала» в Верхней Пышме

## Награды и звания
- Герой Социалистического Труда (9.06.1961)
- орден Ленина (9.06.1961)
- орден Отечественной войны 2-й степени (11.03.1985)
- орден Славы 3-й степени (15.06.1944)
- медаль «За трудовое отличие» (24.02.1954)
- другие медали
- Почётный гражданин города Верхняя Пышма (1973)

## Память
- В Верхней Пышме на доме, в котором жил П. В Глушков, установлена мемориальная доска.
- В Верхней Пышме в музее военной техники «Боевая слава Урала» установлена памятная доска П. В. Глушкову.